# Nectarinia
Nectarinia – rodzaj ptaków z rodziny nektarników (Nectariniidae).

## Występowanie
Rodzaj obejmuje gatunki występujące w Afryce Subsaharyjskiej.

## Morfologia
Długość ciała 14–27 cm, masa ciała samców 10–22,5 g, samic 9,1–17,5 g.

## Systematyka

### Etymologia
Nazwa rodzajowa pochodzi od łacińskiego słowa nectar, nectaris – „nektar” (od greckiego νεκταρ nektar, νεκταρος nektaros – „nektar”).

### Gatunek typowy
Certhia famosa Linnaeus

### Podział systematyczny
Do rodzaju należą następujące gatunki:
- Nectarinia bocagii Shelley, 1879 – nektarnik błyszczący
- Nectarinia purpureiventris (Reichenow, 1893) – nektarnik purpurowy
- Nectarinia tacazze (Stanley, 1814) – nektarnik złotogłowy
- Nectarinia kilimensis Shelley, 1885 – nektarnik brązowy
- Nectarinia famosa (Linnaeus, 1766) – nektarnik malachitowy
- Nectarinia johnstoni Shelley, 1885 – nektarnik szkarłatnoboczny